# Forskarutbildning
Forskarutbildning, universitetsutbildning som syftar till licentiat- eller doktorsexamen eller motsvarande. Forskarutbildning är tredje cykeln i Bolognaprocessen, och motsvarar där doctor's degree.
Forskarutbildning kräver att man tidigare har erhållit magisterexamen eller masterexamen.
Högskolestudier på forskarnivå kan i Sverige ge följande generella examina: licentiatexamen efter motsvarande två års forskarstudier på heltid, alternativt doktorsexamen efter fyra års forskarstudier vid ett svenskt universitet. I praktiken brukar doktoranden ha andra arbetsuppgifter såsom undervisning eller administrativa sysslor vid sidan av, motsvarande 20 % av en heltidstjänstgöring, varför i regel s.k. prolongation erhålls med motsvarande tid. Detta förhållande innebär att forskarutbildningen oftast tar runt fem år i anspråk, förutsatt att studierna bedrivs på heltid.
I forskarutbildningen ingår dels kurser, så kallade forskarutbildningskurser, dels författande av avhandling.
I Sverige bedrivs forskarutbildning vid universiteten och vid högskolor med vetenskapsområde. 